# 莫莉·霍茲西拉格
莫莉·霍茲西拉格（英語：Molly E. Holzschlag，1963年1月25日—2023年9月5日）是一名美國作家、讲师，已经发行超过35本关於网页设计和标记语言的书籍。她被评为对万维网影响最大的25位女人之一。

## 生平
她曾在Opera软件公司工作，并且是万维网联盟CSS工作小組的特邀专家。她曾是網頁標準計劃的领导者，并在多个组织，如微软、AOL、eBay以及BBC担任顾问。通过这些角色，她致力於促进网页标准，并尽最大努力为全球社群创建高度可持续、可维护、亲和力、交互、美丽的互联网。